# Eta Draconis
Désignations
Eta Draconis (η Dra / η Draconis, Êta Draconis) est une étoile binaire de la constellation du Dragon. Elle porte également le nom d'Athebyne (arabe الذئبين al-Dhibaïn) signifiant « les Deux Loups ». Sa magnitude apparente est de +2,74. D'après la mesure de sa parallaxe annuelle par le satellite Hipparcos, le système est situé à 92 années-lumière de la Terre. Il se rapproche du Système solaire à une vitesse radiale de −14,7 km/s.
L'étoile primaire du système, désignée Eta Draconis A, est une étoile géante jaune de type spectral G8-IIIab. Elle est 72 fois plus lumineuse que le Soleil. C'est une variable suspectée, dont la luminosité a été observée varier entre les magnitudes 2,70 et 2,74.
L'étoile secondaire, Eta Draconis B, est une naine orange de type spectral K2V de neuvième magnitude située à 5,1 secondes d'arc de l'étoile primaire.